# Combiné nordique aux Jeux olympiques de 1992
Pour des articles plus généraux, voir Combiné nordique aux Jeux olympiques et Jeux olympiques d'hiver de 1992.
Navigation
Calgary 1988 Lillehammer 1994
Les épreuves de combiné nordique aux Jeux olympiques de 1992 se sont déroulées du 11 février au 17 février à Courchevel.

## Format des épreuves
Les épreuves de combiné nordique se disputent en deux parties (saut à ski puis ski de fond). Les résultats du concours de saut détermine l'ordre de départ de la course de ski de fond selon la méthode Gundersen. Le premier athlète qui franchit la ligne d'arrivée de la course de ski de fond est le vainqueur de l'épreuve.
Deux épreuves sont au programme :
- une épreuve individuelle comportant un saut sur le tremplin K 90 puis une course de 15 km
- une épreuve par équipe (équipe de trois) comportant un saut sur le tremplin K 90 pour chaque athlète puis une course de fond de 3 × 10 km[1].

Lors des courses de ski de fond, le style libre est autorisé.

## Calendrier des épreuves
| Compétition          | Date            | Épreuve                 | Horaire | Horaire |
| -------------------- | --------------- | ----------------------- | ------- | ------- |
| épreuve individuelle | 11 février 1992 | Saut à ski : K 90       | 10 h 30 |         |
| épreuve individuelle | 12 février 1992 | Ski de fond : 15 km     | 14 h 30 |         |
| épreuve par équipe   | 17 février 1992 | Saut à ski : K 90       | 13 h 00 |         |
| épreuve par équipe   | 18 février 1992 | Ski de fond : 3 × 10 km | 14 h 30 |         |

## Athlètes

### Favoris
L'équipe de France composé de Francis Repellin, Sylvain Guillaume, Fabrice Guy et de Xavier Girard forment « le commando pour Albertville ». Entraînés par Jacques Gaillard, ils sont devenus en quelques années des athlètes de premier plan en coupe du monde. Ils constituent l'un des meilleurs espoirs de médailles pour la France.  

## Podiums
| Épreuves           | Or                                               | Argent                                                          | Bronze                                                 |
| ------------------ | ------------------------------------------------ | --------------------------------------------------------------- | ------------------------------------------------------ |
| Individuel H       | Fabrice Guy                                      | Sylvain Guillaume                                               | Klaus Sulzenbacher                                     |
| 3 x 10 km relais H | Japon Reiichi Mikata Takanori Kono Kenji Ogiwara | Norvège Knut Tore Apeland Fred Børre Lundberg Trond Einar Elden | Autriche Stefan Kreiner Klaus Ofner Klaus Sulzenbacher |

## Résultats

### Individuel
| Place | Nation   | Athlète             |
| ----- | -------- | ------------------- |
| 1er   | France   | Fabrice Guy         |
| 2e    | France   | Sylvain Guillaume   |
| 3e    | Autriche | Klaus Sulzenbacher  |
| 4e    | Norvège  | Fred Børre Lundberg |
| 5e    | Autriche | Klaus Ofner         |
| 6e    | Estonie  | Allar Levandi       |